# Aéroport international de Kuala Lumpur
L'aéroport international de Kuala Lumpur (ou en malais, Lapangan Terbang Antarabangsa Kuala Lumpur (KLIA)) (code IATA : KUL • code OACI : WMKK) est le principal aéroport de Malaisie, situé à Sepang dans l'État du Selangor, à environ 50
km au sud de Kuala Lumpur.

## Description
L'aéroport a été inauguré en 1998. Il a coûté plus de 3,5 milliards de dollars.
Il a repris la plupart des vols qui était auparavant effectués depuis l'aéroport de Subang.
L'aéroport international de Kuala Lumpur est ouvert 24 heures sur 24. Il est capable d'accueillir jusqu'à 35 millions de passagers et plus de 1,2 million de tonnes de fret aérien par an. En 2012, près de 40 millions de passagers y ont transité (soit 56 % de plus qu'en 2006). C'est le 27e aéroport mondial, le 10e d'Asie et le 4e d’Asie du Sud-Est après l'aéroport international Soekarno-Hatta de Jakarta, l'aéroport international de Bangkok et l'aéroport international de Singapour.
L'aéroport est un hub pour Malaysia Airlines, MASkargo et AirAsia.
Lors de son inauguration, l'aéroport a repris les codes KUL (AITA) et WMKK (OACI) utilisés par l'aéroport de Subang. L'aéroport de Subang s'est donc vu assigner de nouveaux codes : SZB (AITA) et WMSA (OACI),.

## Situation
| Alor · Setar Ba'kelalan Bario Bintulu Ipoh Johor Bahru Kerteh Kota Bharu Kota · Kinabalu Kuala · Lumpur Kuala Terengganu Kuantan Kuching Kudat Labuan Lahad Datu Langkawi Lawas Limbang Long · Akah Long · Banga Long Lellang Long · Seridan Malacca Marudi Miri Mukah Mulu Pulau · Pangkor Penang Pulau Redang Sandakan Sibu Subang Tanjung · Manis Tawau |

## Terminaux

Plan de l'aéroport.

L'aéroport se compose de trois grands ensembles :
- le Terminal Principal (Main Terminal Building ou MTB), destiné aux vols intérieurs et internationaux de la Malaysia Airlines ;
- le Satellite A, qui accueille les départs et arrivés des vols internationaux ;
- KLIA 2, bâtiment destiné aux vols et aux compagnies low cost, situé à deux kilomètres de l'aéroport principal. Depuis mai 2014, il remplace l'ancien bâtiment dédié aux vols low-cost[3],[4], le LCCT (Low Cost Carrier Terminal), aujourd'hui le siège de la compagnie aérienne AirAsia[5].

## Statistiques
Le graphique qui aurait dû être présenté ici ne peut pas être affiché car il utilise l'ancienne extension Graph, désactivée pour des questions de sécurité. Des indications pour créer un nouveau graphique avec la nouvelle extension Chart sont disponibles ici.

Voir la requête brute et les sources sur Wikidata.

## Galerie

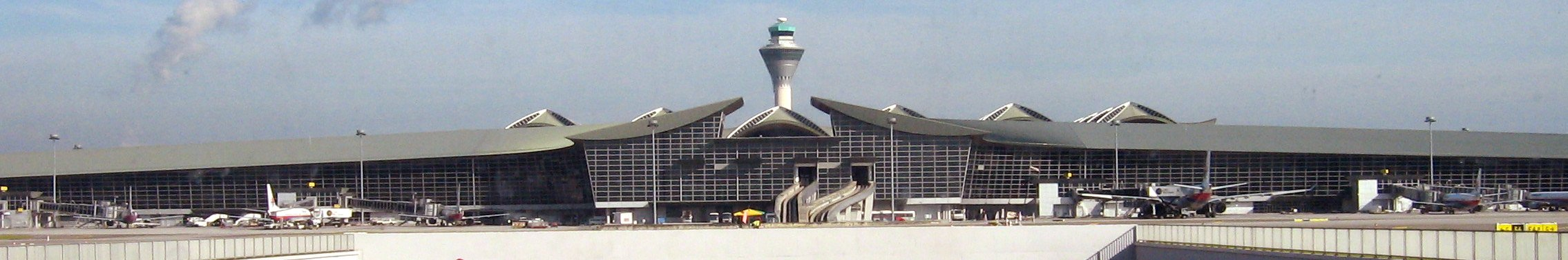
Vue panoramique du Main Terminal Building.
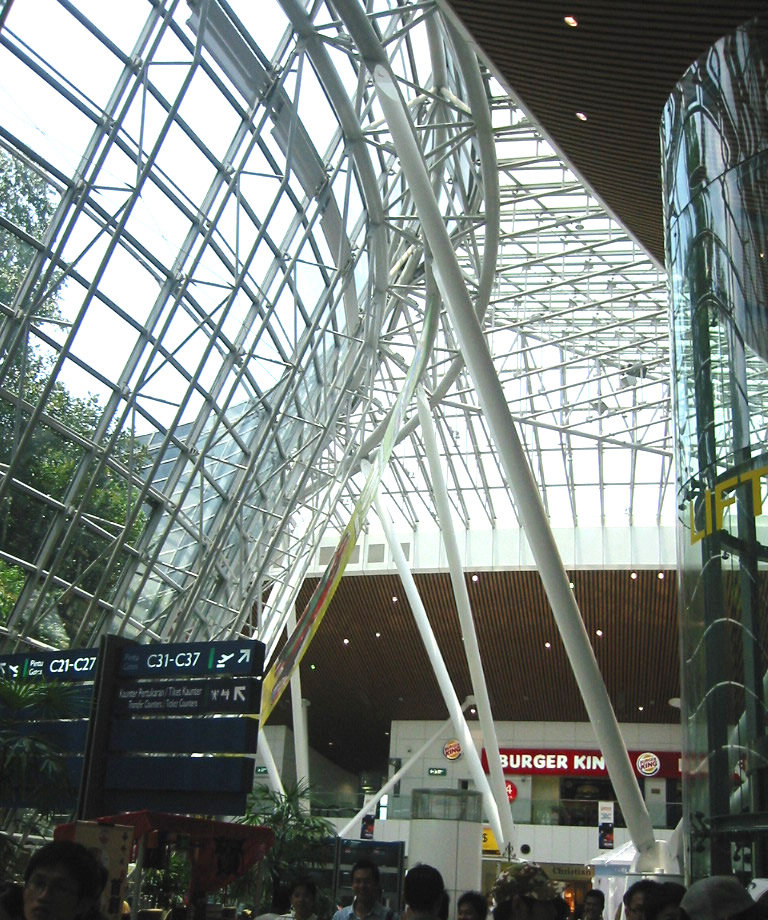
Interieur du Terminal Satellite.
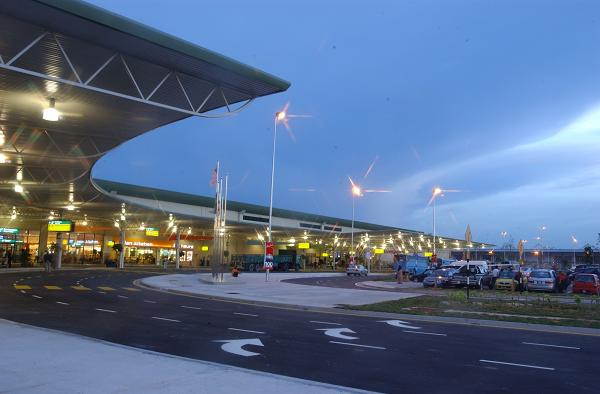
Ex-Terminal LCCT.
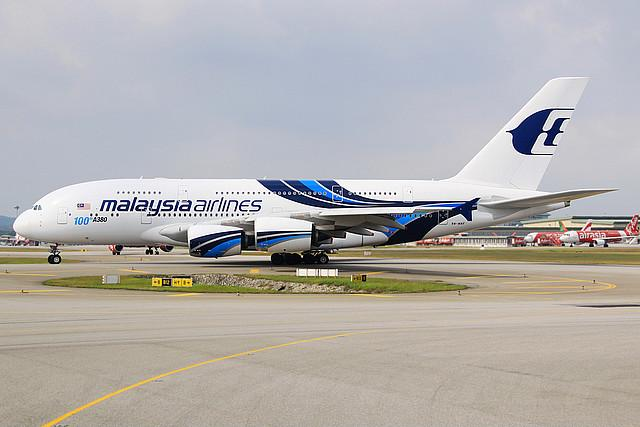
Airbus A380 de la Malaysia Airlines.
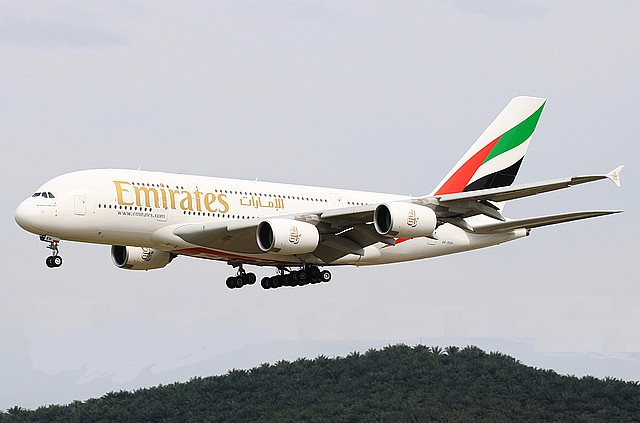
A380 d'Emirates à l'approche de l'aéroport international de Kuala Lumpur.
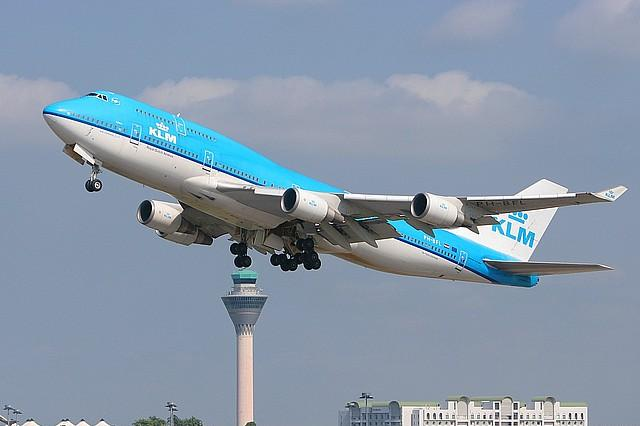
Boeing 747-400 de KLM au départ de l'aéroport.
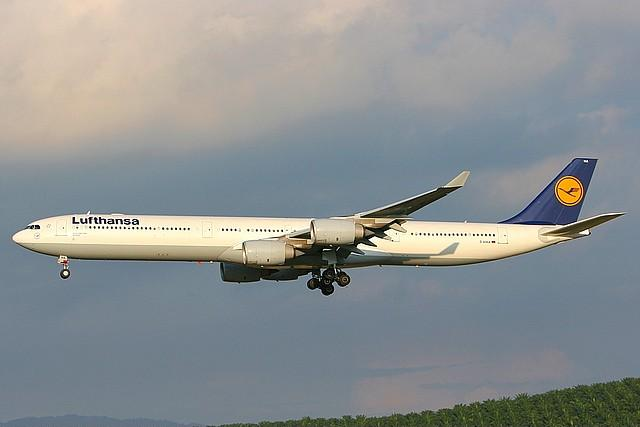
Un Airbus A340-600 de Lufthansa à l'approche de l'aéroport.
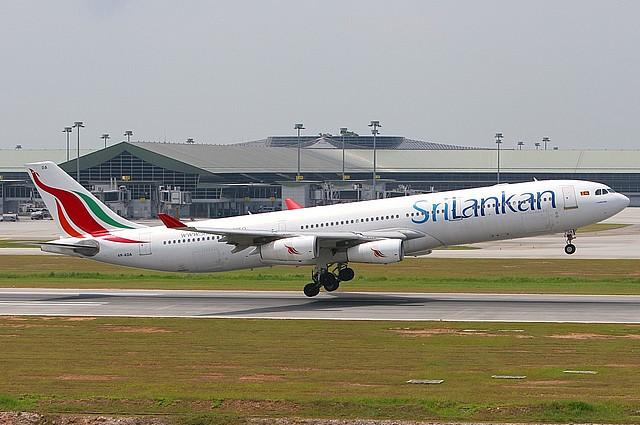
Airbus A340-300 de SriLankan Airlines.
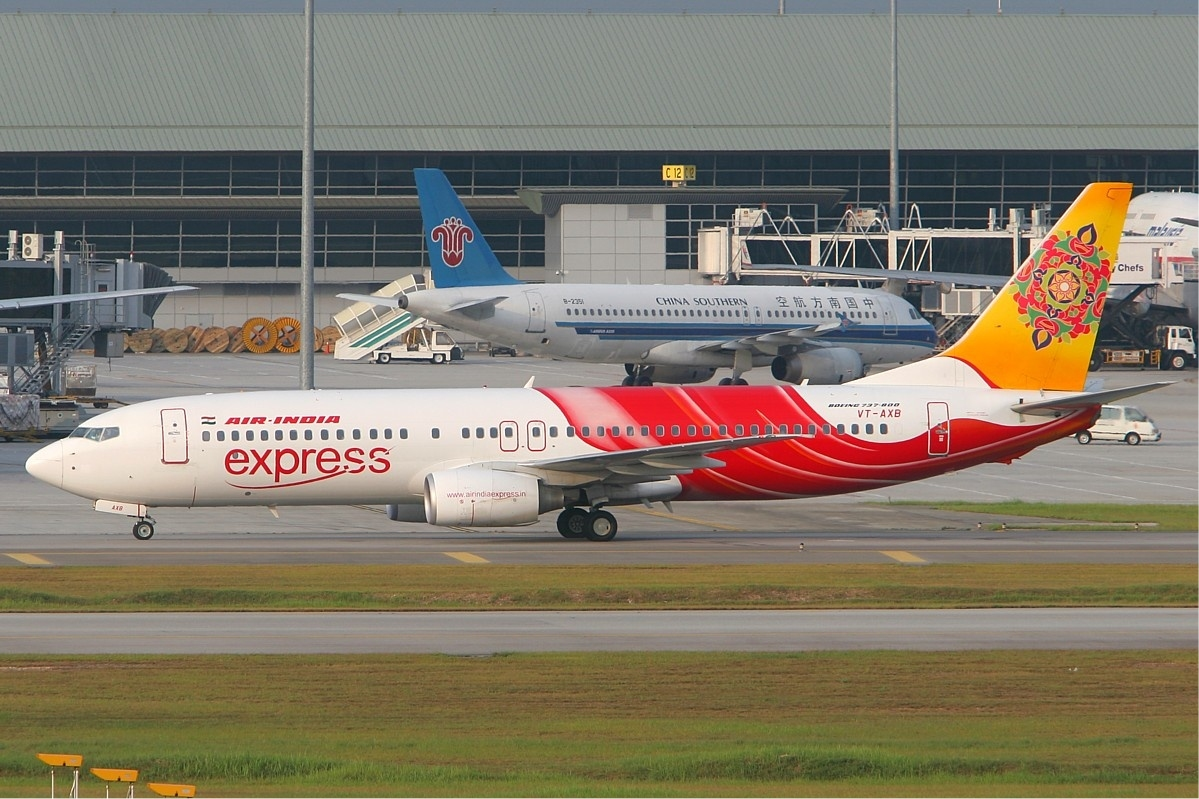
Boeing 737-800 d'Air India Express.
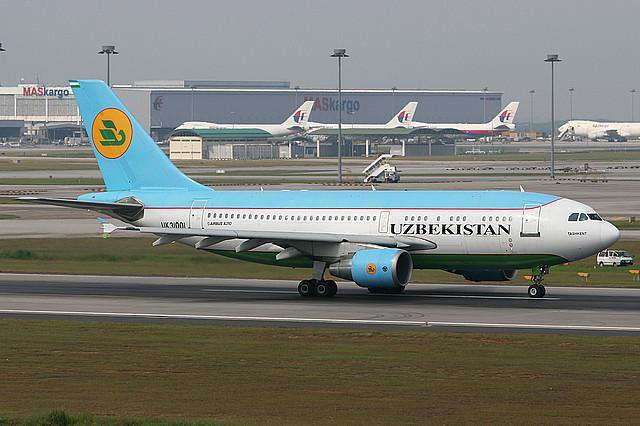
Airbus A310-200 d'Uzbekistan Airways en partance.

## Compagnies aériennes et destinations

### Passagers
| Compagnies                      | Destinations |
| ------------------------------- | --- |
| 9 Air                           | Guiyang |
| Air Arabia                      | Charjah |
| AirAsia                         | - Ahmedabad-Sardar-Vallabhbhai-Patel, - Alor Setar-Sultan A. Halim, - Amritsar-Guru-Ram-Das, - Balikpapan-Sultan-A.-M.-Sulaiman, - Banda Aceh-Sultan-Iskandar-Muda, - Bandar Seri Begawan, - Kertajati, - Bangkok-Don Muang, - Bangalore-Kempegowda, - Bhubaneswar-Biju Patnaik, - Bintulu, - Calcutta-N. S. C. Bose, - Cam Ranh, - Canton-Baiyun, - Chiang Mai, - Chiang Rai, - Cochin, - Colombo-Bandaranaike, - Dacca-Shah Jalal, - Đà Lạt-Liên Khuong, - Đà Nẵng, - Denpasar-Bali, - Djakarta-S.-Hatta, - Guilin-Liangjiang, - Guwāhāti, - Hanoï-Nội Bài, - Hô Chi Minh Ville (Tân Sơn Nhất), - Hong Kong, - Hyderabad-R. Gandhi, - Jaipur, - Shantou-Chaozhou-Jieyang, - Johor Bahru-Senai, - Kaohsiung, - Kota Bharu, - Kota Kinabalu, - Kozhikode-Calicut, - Krabi, - Kuala Terengganu, - Kuching, - Kunming-Changshui, - Labuan, - Labuan Bajo, - Langkawi, - Lucknow-Amausi, - Lombok, - Macao, - Makassar-Sultan-Hasanuddin, - Malé Velana, - Manille-N. Aquino, - Medan-Kualanamu, - Miri, - Nanning, - Ningbo, - Padang-Tabing, - Pattaya U-tapao, - Pekanbaru (Simpang Tiga), - Penang, - Perth, - Phnom Penh, - Phuket, - Phú Quốc, - Port Blair, - Quanzhou Jinjiang, - Rangoun (Yangon), - Sandakan, - Shenzhen-Bao'an, - Sibu, - Siem Reap-Angkor, - Sihanoukville, - Singapour-Changi, - Tawau, - Trichy-Tiruchirapally, - Trivandrum, - Vientiane-Wattay, - Vishakhapatnam, - Yogyakarta-International |
| AirAsia Cambodia                | Phnom Penh |
| AirAsia X                       | - Almaty, - Bangkok-Suvarnabhumi, - Changsha, - Chengdu-Tianfu, - Chongqing-Jiangbei, - Delhi-Indira Gandhi, - Denpasar-Bali, - Chongqing-Jiangbei, - Delhi-Indira Gandhi, - Denpasar-Bali, - Hangzhou-Xiaoshan, - Hong Kong, - Melbourne-Tullamarine, - Nairobi-J. Kenyatta, - Osaka-Kansai, - Pékin-Daxing, - Perth, - Shin-Chitose, - Séoul-Incheon, - Shanghai-Pudong, - Sydney-K. Smith, - Séoul-Incheon, - Taïwan-Taoyuan, - Tokyo-Haneda, - Xi'an-Xianyang En saison : Djeddah - Roi-Abdelaziz, Kota Kinabalu |
| Air China                       | Chengdu-Tianfu, Pékin-Capitale |
| Air India                       | Delhi-Indira Gandhi |
| Air Macau                       | Macao |
| Air Mauritius                   | Maurice-Sir Seewoosagur Ramgoolam |
| All Nippon Airways              | Tokyo-Haneda, Tokyo-Narita |
| Batik Air                       | Djakarta-S.-Hatta, Medan-Kualanamu |
| Batik Air Malaysia              | - Alor Setar-Sultan A. Halim, - Amritsar-Guru-Ram-Das, - Bangkok-Don Muang, - Bangalore-Kempegowda, - Batam-Hang Nadim, - Bombay-Chhatrapati-Shivaji, - Brisbane, - Canton-Baiyun, - Chengdu-Tianfu, - Koumac, - Dacca-Shah Jalal, - Đà Nẵng, - Delhi-Indira Gandhi, - Denpasar-Bali, - Chongqing-Jiangbei, - Djeddah - Roi-Abdelaziz, - Dubaï, - Guilin-Liangjiang, - Guiyang, - Haikou, - Hanoï-Nội Bài, - Hat Yai, - Hong Kong, - Johor Bahru-Senai, - Kaohsiung, - Karachi-Jinnah, - Katmandou-Tribhuvan, - Kota Bharu, - Kota Kinabalu, - Krabi, - Kuching, - Kunming-Changshui, - Lahore-Allama Iqbal, - Langkawi, - Lombok, - Malé Velana, - Medan-Kualanamu, - Médine-Prince M. Bin Abdulaziz, - Melbourne-Tullamarine, - Nagoya-Chūbu, - Okinawa-Naha, - Nanchang-Changbei, - Osaka-Kansai, - Padang-Tabing, - Pekanbaru (Simpang Tiga), - Penang, - Perth, - Phuket, - Séoul-Incheon, - Shanghai-Pudong, - Sibu, - Singapour-Changi, - Surabaya-Juanda, - Sydney-K. Smith, - Taïwan-Taoyuan, - Tachkent, - Tawau, - Trichy-Tiruchirapally, - Tokyo-Narita, - Zhangjiajie, - Zhengzhou |
| Biman Bangladesh Airlines       | Dacca-Shah Jalal |
| British Airways                 | Londres-Heathrow |
| Cambodia Airways                | Phnom Penh |
| Cathay Pacific                  | Hong Kong |
| Cebu Pacific                    | Manille-N. Aquino |
| China Airlines                  | Taïwan-Taoyuan |
| China Eastern Airlines          | - Hangzhou-Xiaoshan, - Kunming-Changshui, - Nankin, - Pékin-Daxing, - Shanghai-Pudong, - Wuhan, - Yantai |
| China Southern Airlines         | Canton-Baiyun, Changsha, Shenzhen-Bao'an, Zhengzhou |
| Citilink                        | Djakarta-S.-Hatta |
| Donavia                         | Rostov-sur-le-Don/Platov |
| Emirates                        | Dubaï |
| Ethiopian Airlines              | Addis-Abeba Bole, Singapour-Changi |
| Etihad Airways                  | Abou Dabi |
| EVA Air                         | Taïwan-Taoyuan |
| Firefly                         | Haikou, Nankin, Penang Charter : Chongqing-Jiangbei |
| Garuda Indonesia                | Djakarta-S.-Hatta |
| Himalaya Airlines               | Katmandou-Tribhuvan |
| IndiGo                          | Madras (Chennai) |
| Indonesia AirAsia               | Denpasar-Bali, Djakarta-S.-Hatta, Lombok, Medan-Kualanamu, Surabaya-Juanda |
| Iraqi Airways                   | Bagdad |
| Japan Airlines                  | Tokyo-Narita |
| Jetstar Asia Airways            | Singapour-Changi |
| KLM                             | Amsterdam, Djakarta-S.-Hatta |
| Korean Air                      | Séoul-Incheon |
| Loong Air                       | Hangzhou-Xiaoshan |
| Lucky Air                       | Lijiang |
| Malaysia Airlines               | - Adélaïde, - Ahmedabad-Sardar-Vallabhbhai-Patel, - Alor Setar-Sultan A. Halim, - Amritsar-Guru-Ram-Das, - Auckland, - Balikpapan-Sultan-A.-M.-Sulaiman, - Kertajati, - Bangalore-Kempegowda, - Bangkok-Suvarnabhumi, - Bintulu, - Bombay-Chhatrapati-Shivaji, - Canton-Baiyun, - Chiang Mai, - Cochin, - Colombo-Bandaranaike, - Dacca-Shah Jalal, - Đà Nẵng, - Delhi-Indira Gandhi, - Denpasar-Bali, - Djakarta-S.-Hatta, - Djeddah - Roi-Abdelaziz, - Doha-Hamad, - Hanoï-Nội Bài, - Hô Chi Minh Ville (Tân Sơn Nhất), - Hong Kong, - Hyderabad-R. Gandhi, - Johor Bahru-Senai, - Katmandou-Tribhuvan, - Kota Bharu, - Kota Kinabalu, - Kuala Terengganu, - Kuantan-Sultan Haji Ahmad Shah, - Kuching, - Labuan, - Langkawi, - Londres-Heathrow, - Madras (Chennai), - Makassar-Sultan-Hasanuddin, - Malé Velana, - Manille-N. Aquino, - Medan-Kualanamu, - Médine-Prince M. Bin Abdulaziz, - Melbourne-Tullamarine, - Miri, - Médine-Prince M. Bin Abdulaziz, - Melbourne-Tullamarine, - Miri, - Osaka-Kansai, - Paris-Charles de Gaulle, - Pekanbaru (Simpang Tiga), - Pékin-Daxing, - Penang, - Perth, - Phnom Penh, - Phuket, - Rangoun (Yangon), - Sandakan, - Shin-Chitose, - Séoul-Incheon, - Shanghai-Pudong, - Sibu, - Singapour-Changi, - Surabaya-Juanda, - Sydney-K. Smith, - Taïwan-Taoyuan, - Tawau, - Trivandrum, - Tokyo-Haneda, - Tokyo-Narita, - Xiamen-Gaoqi, - Yogyakarta-International            |
| Myanmar Airways International   | Rangoun (Yangon) |
| Nepal Airlines                  | Katmandou-Tribhuvan En saison : Bhairawa-Gautam Bouddha |
| Oman Air                        | Mascate |
| Pakistan International Airlines | Islamabad-Benazir Bhutto, Lahore-Allama Iqbal |
| Philippine Airlines             | Manille-N. Aquino |
| Philippines AirAsia             | Manille-N. Aquino |
| Qatar Airways                   | Doha-Hamad |
| Qingdao Airlines                | Qingdao-Jiaodong |
| Royal Brunei Airlines           | Bandar Seri Begawan |
| SalamAir                        | En saison : Mascate |
| Saudia                          | Djeddah - Roi-Abdelaziz, Médine-Prince M. Bin Abdulaziz, Riyad-roi Khaled |
| Scoot                           | Singapour-Changi |
| Shanghai Airlines               | Shanghai-Pudong |
| Shenzhen Airlines               | Shenzhen-Bao'an |
| Sichuan Airlines                | Chengdu-Tianfu, Haikou |
| Singapore Airlines              | Singapour-Changi |
| SriLankan Airlines              | Colombo-Bandaranaike |
| Starlux Airlines                | Taïwan-Taoyuan |
| Super Air Jet                   | Banda Aceh-Sultan-Iskandar-Muda, Padang-Tabing, Pekanbaru (Simpang Tiga) |
| Thai AirAsia                    | Bangkok-Don Muang, Bangkok-Suvarnabhumi, Hat Yai |
| Thai Airways International      | Bangkok-Suvarnabhumi |
| TransNusa                       | Djakarta-S.-Hatta |
| Turkish Airlines                | Istanbul |
| Turkmenistan Airlines           | Achgabat |
| US-Bangla Airlines              | Dacca-Shah Jalal |
| Uzbekistan Airways              | Tachkent |
| Vietjet Air                     | Hô Chi Minh Ville (Tân Sơn Nhất) |
| Vietnam Airlines                | Hanoï-Nội Bài, Hô Chi Minh Ville (Tân Sơn Nhất) |
| Xiamen Air                      | Chongqing-Jiangbei, Fuzhou-Chánglè, Xiamen-Gaoqi |

Édité le 29/05/2020 Actualisé le 07/09/2024

### Cargo
| Compagnies                | Destinations |
| ------------------------- | --- |
| Cargolux                  | Bakou, Chennai, Luxembourg, Singapour |
| China Airlines Cargo      | Chennai, Luxembourg, Penang, Taipei |
| FedEx Express             | Cebu, Canton, Penang, Singapour, Aéroport international de Tokyo-Narita |
| Gading Sari               | Kota Kinabalu, Kuching, Miri |
| Hong Kong Airlines        | Hong Kong |
| Korean Air Cargo          | Séoul, Penang |
| MASkargo                  | Amsterdam, Bakou, Bangkok-Suvarnabhumi, Chennai, Dubai-Al Maktoum, Francfort, Guangzhou, Ho Chi Minh Ville, Hong Kong, Jakarta-Soekarno-Hatta, Kota Kinabalu, Kuching, Labuan, Manille, Penang, Shanghai-Pudong, Sydney, Taipei-Taoyuan, Tokyo-Narita, Zhengzhou |
| Republic Express Airlines | Jakarta-Soekarno-Hatta |
| UPS Airlines              | Shenzhen, Osaka, Tokyo, Hong Kong, Séoul, Taipei, Manille, Bangkok, Bombay, Anchorage, Los Angeles, Louisville, Atlanta, Chicago, Dallas, Miami, New York, Vancouver, Toronto                                                                                    |

## Galerie

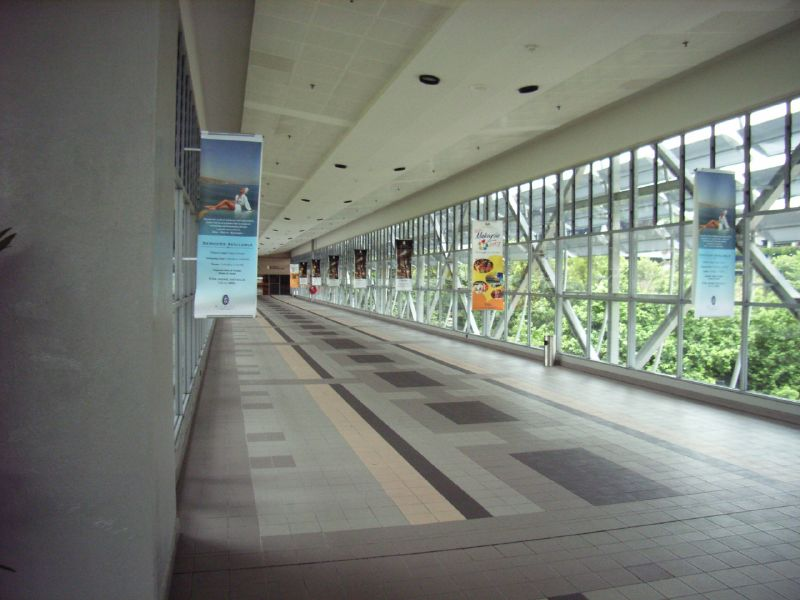
Passerelle du Main Terminal Building au Pan Pacific Hôtel (aujourd'hui le Sama Sama Hôtel).
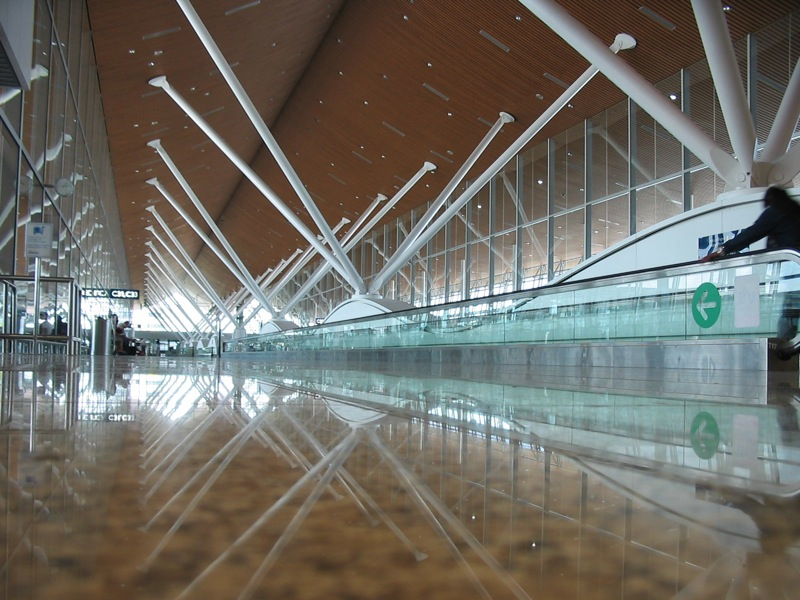
Vue alternative du Terminal Satellite.
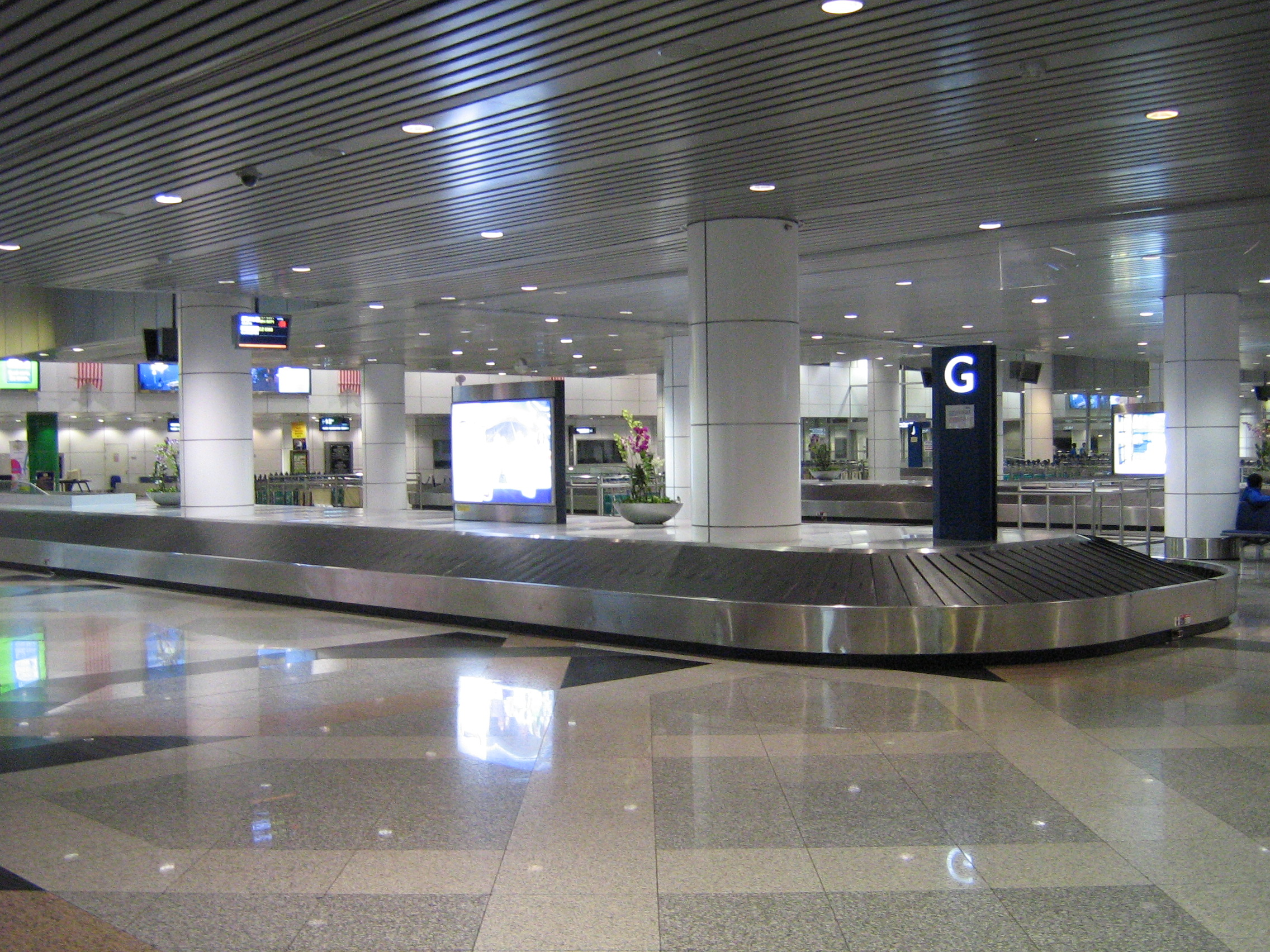
Carrousel à bagages.
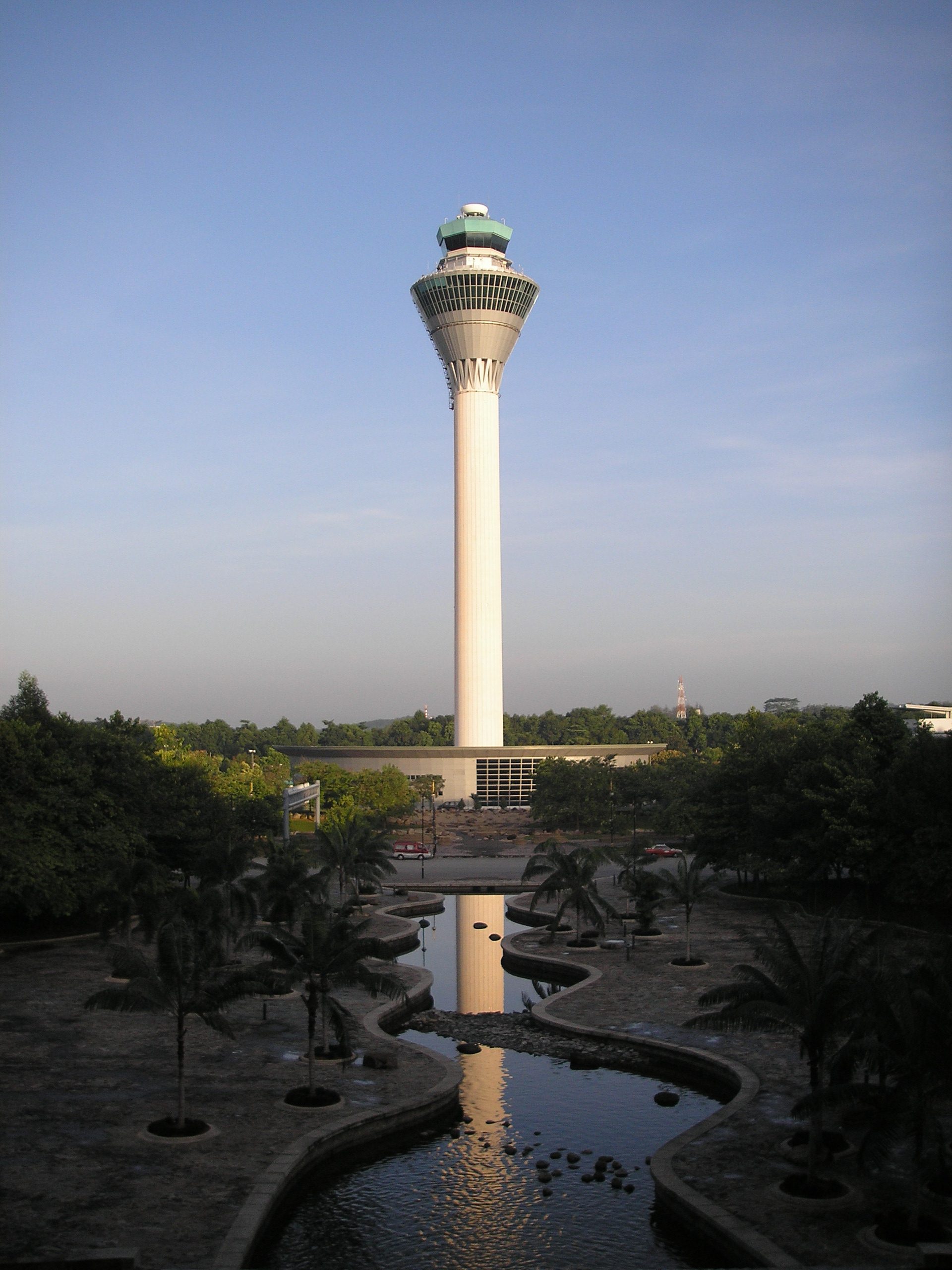
Tour de contrôle du KLIA.